# 保科修也
保科 修也（ほしな しゅうや）は、NHK放送部番組制作局担当部長。
宮城県大崎市生まれ。宮城県古川高等学校、東北大学卒業。
NHKに入局、北海道旭川市の旭山動物園を『プロジェクトX〜挑戦者たち〜』で紹介・放送し、新しい角度からの旭山の裏側を見せた。放送時のタイトルは「日本最北・旭山動物園瀬戸際からの大逆転」。